# Тёрнер, Джалин
Джалин Джейкоб Тёрнер (англ. Jalin Jacob Turner; род. 18 мая 1995, Сан-Бернардино, Калифорния) — американский боец смешанных единоборств, который более известен по выступлениям в лёгком весе UFC. Профессионал с 2016 по 2025 год, он также выступал в Bellator MMA, World Series of Fighting, King of the Cage и Tachi Palace Fights.

## Ранние годы
Тёрнер родился в Сан-Бернардино, штат Калифорния, учился в Summit High School, где из-за многочисленных травм не мог заниматься такими видами спорта, как футбол, баскетбол или лёгкая атлетика. Обладая наибольшим талантом в борьбе, Тёрнер занялся этим видом спорта в предсезонный период подготовки на втором курсе, но не смог участвовать в соревнованиях из-за сломанного пальца.

## Карьера в смешанных единоборствах

### Ранняя карьера
Имея любительский рекорд 6-2, Тёрнер начал свою профессиональную карьеру в ММА с 2016 года и дрался в основном в своём родном штате Калифорния. До подписания контракта с UFC он имел рекорд 7-3, выиграв два боя, включая победу техническим нокаутом над Ноа Тиллисом на Bellator 192.

### Dana White’s Tuesday Night Contention Series
Тёрнер встретился с Максом Мустаки 19 июня 2018 года на турнире Dana White’s Contender Series 12. Он выиграл бой техническим нокаутом в первом раунде.

### Ultimate Fighting Championship
Тёрнер дебютировал в UFC против Висенте Луке 6 октября 2018 года на турнире UFC 229. Он проиграл бой нокаутом в первом раунде.
В своём втором бою в UFC Тёрнер должен был встретиться с Алексом Горгисом на UFC 234. Однако 23 января 2019 года стало известно, что Горгис выбыл из боя, и его заменил Каллан Поттер. Тёрнер выиграл бой нокаутом в первом раунде.
Тёрнер встретился с Мэттом Фреволой 13 апреля 2019 года на турнире UFC 236. Он проиграл бой единогласным решением.
Тёрнер должен был встретиться с Джейми Малларки 23 февраля 2020 года на турнире UFC Fight Night 168. Однако Малларки был вынужден сняться с поединка из-за травмы, и его заменил Джошуа Кулибао. Тёрнер выиграл бой техническим нокаутом во втором раунде.
Тёрнер должен был встретиться с Тиаго Мойзесом 5 сентября 2020 года на турнире UFC Fight Night 176. Однако 5 сентября 2020 года Мойзес сдал положительный тест на COVID-19, и поединок против Тёрнера был отменён. Бой с Тёрнером был перенесён и 12 сентября 2020 года на UFC Fight Night 177 он встретился с Броком Уивером. После того, как Уивер несколько раз упал, Тёрнер выиграл бой удушающим приёмом сзади во втором раунде.
Тёрнер встретился с Урошем Медичем 25 сентября 2021 года на турнире UFC 266. Он выиграл бой с помощью удушающего приёма в первом раунде.
Тёрнер встретился с Джейми Малларки 5 марта 2022 года на турнире UFC 272. Он выиграл бой техническим нокаутом во втором раунде.
Тёрнер встретился с Брэдом Ридделлом 2 июля 2022 года на турнире UFC 276. Он выиграл схватку с помощью гильотинного удушения менее чем через минуту после начала поединка. Эта победа принесла ему награду «Выступление вечера».
2 декабря 2023 года Тёрнер встретился с Бобби Грином на UFC on ESPN: Дариюш vs. Царукян, заменив выбывшего из-за травмы Дэна Хукера. Тёрнер нокаутировал Грина в первом раунде, получив бонус «Выступление вечера».
Тернер встретился с Ренато Мойкано 13 апреля 2024 года на турнире UFC 300. Несмотря на то, что Тернер отправил Мойкано в нокдаун в первом раунде, он проиграл бой техническим нокаутом во втором раунде. 
Тернер встретился с Игнасио Бахамондесом 8 марта 2025 года на турнире UFC 313. Он проиграл бой удушающим приемом «треугольник» в 1 раунде. После боя Тёрнер объявил о завершении карьеры.

## Титулы и достижения

### Смешанные единоборства
- Ultimate Fighting Championship
  - «Выступление вечера» (два раза) против Брэда Ридделла и Бобби Грина[26][29]

## Личная жизнь
В детстве Тёрнер страдал арахнофобией. Чтобы побороть свой страх перед пауками, он начал коллекционировать тарантулов в качестве домашних животных. К моменту дебюта в UFC у него было 200 домашних тарантулов, из-за чего получил на ринге прозвище Тарантул (англ. The Tarantula). Во время взвешивания на турнире UFC Vegas 10 Тёрнер решил взвеситься, держа в левой руке тарантула.

## Статистика в смешанных единоборствах
По данным Sherdog:
| Боёв 23  | Побед 14 | Поражений 9 |
| -------- | -------- | ----------- |
| Нокаутом | 10       | 4           |
| Сдачей   | 4        | 1           |
| Решением | 0        | 4           |

| Результат | Рекорд | Соперник           | Способ                   | Турнир                               | Дата             | Раунд | Время | Место                         | Примечание                             |
| --------- | ------ | ------------------ | ------------------------ | ------------------------------------ | ---------------- | ----- | ----- | ----------------------------- | -------------------------------------- |
| Поражение | 14-9   | Игнасио Бахамондес | Сдача (треугольник)      | UFC 313                              | 8 марта 2025     | 1     | 2:29  | Лас-Вегас, Невада, США        |                                        |
| Поражение | 14-8   | Ренату Мойкану     | TKO (удары)              | UFC 300                              | 13 апреля 2024   | 2     | 4:12  | Лас-Вегас, Невада, США        |                                        |
| Победа    | 14-7   | Бобби Грин         | KO (удары)               | UFC on ESPN: Дариюш vs. Царукян      | 2 декабря 2023   | 1     | 2:49  | Остин, Техас, США             | «Выступление вечера» (2)               |
| Поражение | 13-7   | Дэн Хукер          | Раздельное решение       | UFC 290                              | 8 июля 2023      | 3     | 5:00  | Лас-Вегас, Невада, США        |                                        |
| Поражение | 13-6   | Матеуш Гамрот      | Раздельное решение       | UFC 285                              | 4 марта 2023     | 3     | 5:00  | Лас-Вегас, Невада, США        |                                        |
| Победа    | 13-5   | Брэд Ридделл       | Сдача (гильотина)        | UFC 276                              | 2 июля 2022      | 1     | 0:45  | Лас-Вегас, Невада, США        | «Выступление вечера» (1)               |
| Победа    | 12-5   | Джейми Малларки    | TKO (удары)              | UFC 272                              | 5 марта 2022     | 2     | 0:46  | Лас-Вегас, Невада, США        |                                        |
| Победа    | 11-5   | Урош Медич         | Сдача (удушение сзади)   | UFC 266                              | 25 сентября 2021 | 1     | 4:01  | Лас-Вегас, Невада, США        |                                        |
| Победа    | 10-5   | Брок Уивер         | Сдача (удушение сзади)   | UFC Fight Night: Уотерсон vs. Хилл   | 12 сентября 2020 | 2     | 4:20  | Лас-Вегас, Невада, США        | Бой в промежуточном весе (165 фунтов)  |
| Победа    | 9-5    | Джошуа Кулибао     | TKO (удары)              | UFC Fight Night: Фелдер vs. Хукер    | 23 февраля 2020  | 2     | 3:01  | Окленд, Новая Зеландия        |                                        |
| Поражение | 8-5    | Мэтт Фревола       | Единогласное решение     | UFC 236                              | 13 апреля 2019   | 3     | 5:00  | Атланта, Джорджия, США        |                                        |
| Победа    | 8-4    | Каллан Поттер      | TKO (удары)              | UFC 234                              | 10 февраля 2019  | 1     | 0:53  | Мельбурн, Австралия           | Вернулся в лёгкий вес                  |
| Поражение | 7-4    | Висенте Луке       | KO (удары)               | UFC 229                              | 6 октября 2018   | 1     | 3:52  | Лас-Вегас, Невада, США        | Дебют в полусреднем весе               |
| Победа    | 7-3    | Макс Мустаки       | TKO (остановка доктором) | Dana White’s Contender Series 12     | 10 июля 2018     | 1     | 5:00  | Лас-Вегас, Невада, США        |                                        |
| Победа    | 6-3    | Ноа Тиллис         | TKO (удары)              | Bellator 192                         | 20 января 2018   | 1     | 1:12  | Инглвуд, Калифорния, США      |                                        |
| Победа    | 5-3    | Витаутас Садаускас | Сдача (треугольник)      | KOTC: Never Quit                     | 2 сентября 2017  | 1     | 1:39  | Онтарио, Калифорния, США      |                                        |
| Поражение | 4-3    | Ричард Лерой       | TKO (удары)              | CXF 8 : Cali Kings                   | 17 июня 2017     | 3     | 4:18  | Бербанк, Калифорния, США      |                                        |
| Победа    | 4-2    | Рай Ваоваса        | KO (колено в корпус)     | TPF 31                               | 18 мая 2017      | 1     | 1:30  | Лемур, Калифорния, США        |                                        |
| Победа    | 3-2    | Габриэль Грин      | KO (удары)               | Bellator 170                         | 21 января 2017   | 1     | 0:36  | Инглвуд, Калифорния, США      |                                        |
| Поражение | 2-2    | Эндрю Лагдаан      | Раздельное решение       | SMASH Global 4: Fight Bullying       | 15 сентября 2016 | 3     | 5:00  | Лос-Анджелес, Калифорния, США |                                        |
| Поражение | 2-1    | Ронни Борха        | TKO (удары)              | California Fight League 8            | 30 июля 2016     | 1     | 0:11  | Викторвилл, Калифорния, США   |                                        |
| Победа    | 2-0    | Адриан Айолеса     | TKO (удар в корпус)      | BAMMA Badbeat 20 Saunders vs. Culley | 10 июня 2016     | 1     | 4:55  | Коммерс, Калифорния, США      | Бой в промежуточном весе (160 фунтов). |
| Победа    | 1-0    | Эрик Стинс         | KO (удар)                | WSOF 28                              | 20 февраля 2016  | 1     | 0:32  | Гарден-Гров, Калифорния, США  | Дебют в лёгком весе.                   |

### Комментарии
1. ↑  На основании статистики Sherdog